# Шада (приток Лапшанги)
Шада — река в России, протекает в Нижегородской и Костромской областях. Устье реки находится в 28 км по левому берегу реки Лапшанги. Длина реки составляет 32 км, площадь водосборного бассейна — 278 км².
Исток реки близ границы областей, в 53 км к юго-востоку от Макарьева. По Костромской области река течёт только первые два километра, прочее течение находится в Нижегородской области. Всё течение реки проходит по заболоченному, ненаселённому лесному массиву. Впадает в Лапшангу ниже деревни Тимариха.

## Данные водного реестра
По данным государственного водного реестра России относится к Верхневолжскому бассейновому округу, водохозяйственный участок реки — Ветлуга от города Ветлуга и до устья, речной подбассейн реки — Волга от впадения Оки до Куйбышевского водохранилища (без бассейна Суры). Речной бассейн реки — (Верхняя) Волга до Куйбышевского водохранилища (без бассейна Оки).
По данным геоинформационной системы водохозяйственного районирования территории РФ, подготовленной Федеральным агентством водных ресурсов:
- Код водного объекта в государственном водном реестре — 08010400212110000042819
- Код по гидрологической изученности (ГИ) — 110004281
- Код бассейна — 08.01.04.002
- Номер тома по ГИ — 10
- Выпуск по ГИ — 0

### Притоки (км от устья)
- 14 км: река Большая Аграфенка (пр)
- 18 км: река Глухая Шада (пр)